# Zollhaus Königstor

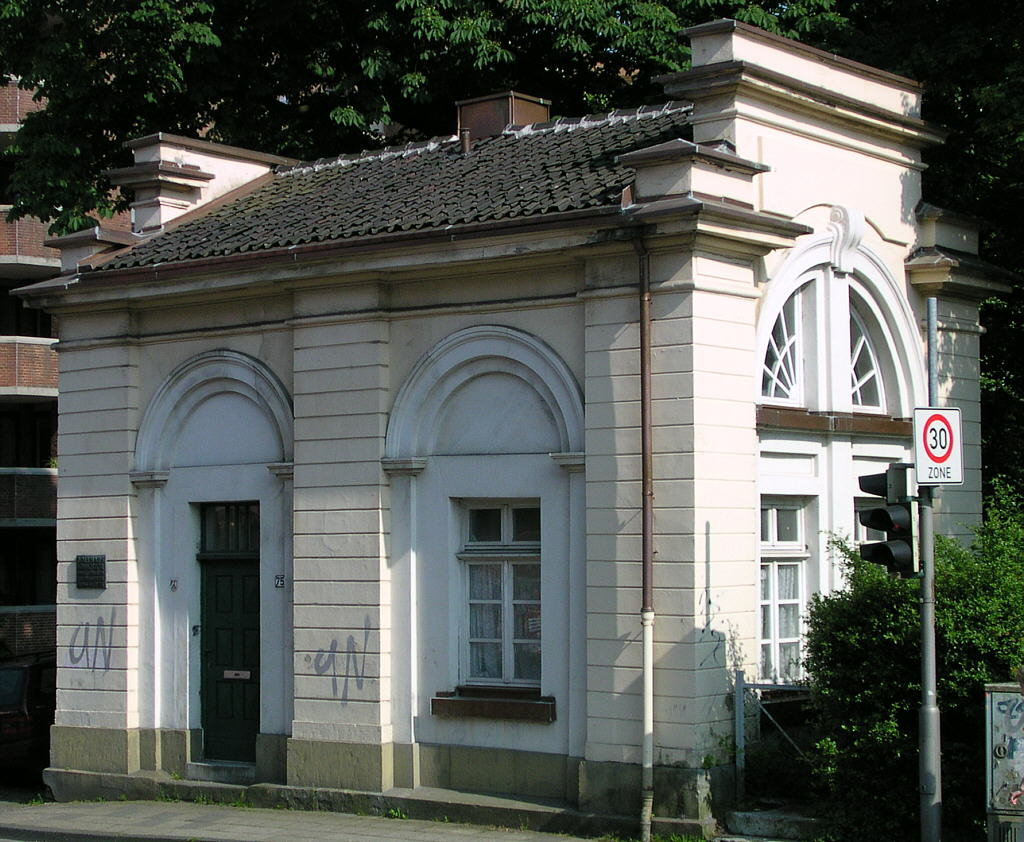
Zollhaus Königstor Aachen von Westen

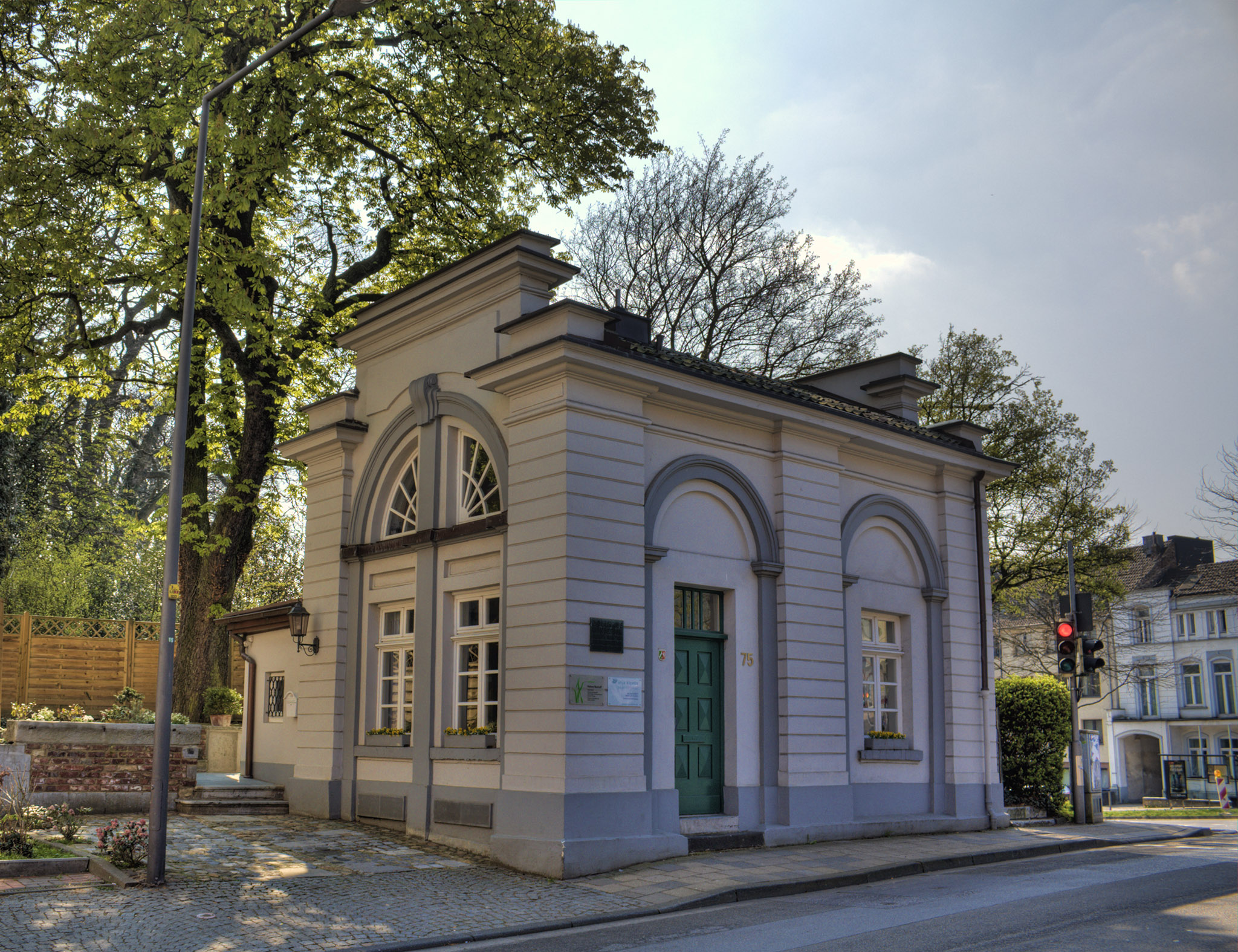
Zollhaus Königstor von Osten

Das Zollhaus Königstor ist ein 1836 von Adam Franz Friedrich Leydel erbautes und unter Denkmalschutz stehendes Wach- und Zollhaus, welches mit der Hausnummer 75 an der oberen Königsstraße/Ecke Junkerstraße in Aachen steht. Es hat seinen Namen sowohl von dem durch die französische Besatzungsmacht 1807 abgerissenen Königstor, welches sich an gleicher Kreuzung befand, als auch von der stadtauswärts führenden Königsstraße, der mittelalterlichen „via regia“.
An Stelle der in der Zeit der französischen Besatzung geschleiften Stadttore wurden in Aachen in den folgenden Jahrzehnten teilweise neue Tore, einfache Gittertore oder Eisenketten errichtet. Diese Kontrollstellen dienten der Zollerhebung und die dazu neu erbauten Wachhäuser zur Unterbringung der Wachmannschaft. Das Zollhaus Königstor war eines dieser neuen Anlagen und wurde bis ins 20. Jahrhundert hinein als Steuererhebungsstelle mit einem städtischen Steueraufseher genutzt.
Zu diesem Gebäude gehörten einst zwei steinerne Torpfeiler-Spolien, die im Zuge der Neuanlage des Kaiser-Friedrich-Parks in Aachen um 1910 dorthin transloziert worden sind und seitdem den Haupteingang des Parks zieren.
Nach 1945 befand sich im Zollhaus Königstor ein Milchgeschäft, heutzutage wird das Gebäude als reguläre Mietwohneinheit angeboten.

## Baubeschreibung

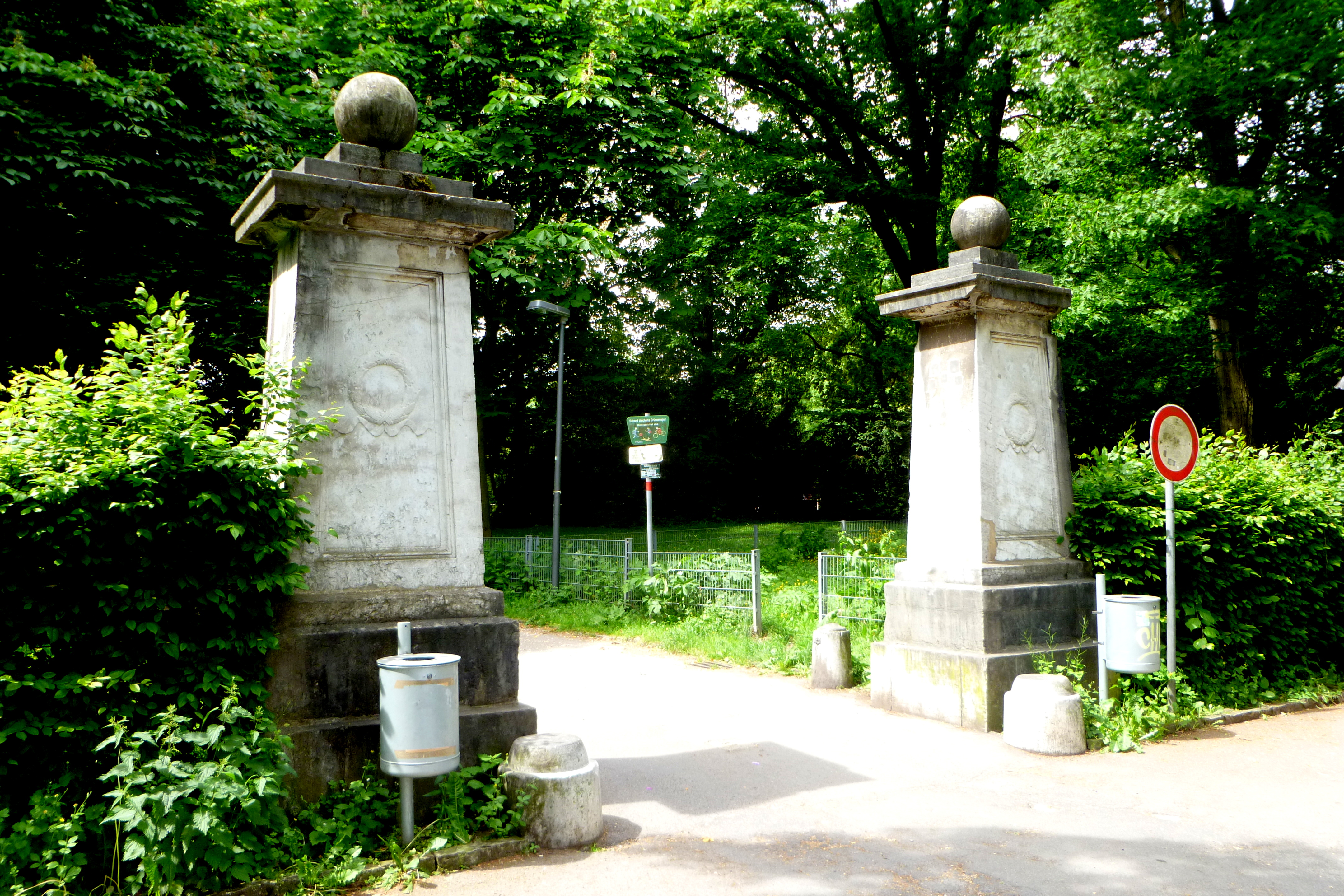
Haupteingang Kaiser-Friedrich-Park; Spolien vom Zollhaus Königstor

Das eingeschossige zweiachsige Bauwerk ist traufständig. Die Rückwand, angebaut an einem Rest der gotischen Stadtmauer, bestand aus einer einfachen Putzfläche. Bei dem heutigen Anbau scheint es sich um eine Hinzufügung späteren Datums zu handeln. Aus dem Satteldach ragt ein Kamin hervor. Tür und Fenster werden von Leydels typischen Pilastern und profiliertem Bogen gerahmt. Die Giebelseiten des klassizistischen Rechteckbaus bestehen aus einem stark gestuften Giebelschmuck über einem großen Rundbogen mit ausgebildetem Schlussstein und Kämpfern, der im oberen und unteren Teil mit getrennten Fenstern und Verglasungen versehen ist. Der Giebel scheint wie auf mächtigen Pfeilern zu ruhen, die dem Bauwerk einen tempelartigen Charakter verleihen, der sich in dem mittigen gefugten Frontpilaster und den Bögen fortsetzt.
Die ehemaligen und jetzt am Hangeweiher stehenden Torpfeiler weisen im oberen Teil sechs zugekittete viereckige Vorrichtungen für ein vermutliches Eisengitter an den Innenseiten auf. Der dreistufige Unterbau misst: 119 B × 50 H cm; 105 × 44 cm, 91,5 × 12,5 cm, die Pfeilerinnenseite 79 × 188 cm, außen: 119 × 188 cm. Den oberen Abschluss des freistehenden und sich verjüngenden Viereckpfeilers hat Leydel seiner Giebelprofilierung nachempfunden und als Bekrönung je attributiv eine Steinkugel platziert. Vorder- und Rückseite ziert ein Siegeskranz-Relief. Vier später hinzugefügte Radabweiser umgeben diese Spolien.
Im Jahr 1977 erfolgte der Eintrag im Denkmälerverzeichnis:
```
Königstr.
 
75 1836 (A.F.F.Leydel);
Klassizistisches Torhaus; die 
Torpfeiler
 heute am Zugang zum Kaiser-Friedrich-Park; an der Rückseite des Hauses ein Rest der gotischen Stadtmauer“
[
3
]
.
```